# 요시하라 시게토시
요시하라 시게토시(일본어: 吉原 重俊, 1845년 5월 15일~1887년 12월 19일)는 일본의 무사, 관료이다.

## 생애
1845년(고카 2년) 4월 지금의 가고시마현 가고시마시에서 태어났다. 어렸을 때 번교인 조시칸을 다녔고 8살 무렵부터 수재 소리를 들었다. 1862년(분큐 2년) 4월 10일에 전 사쓰마번주 시마즈 히사미쓰가 상락(上洛; 교토로 올라감)할 때 수행자로 선발돼 오사카번저에 따라갔다. 하지만 23일 교토 후시미의 데라다야에서 양이파 지사들이 사쓰마번 지사 숙청 사건을 일으켰고 요시하라를 포함한 21명에게 번으로 돌아가서 근신하라는 명이 내려졌다.
그런데 8월 21일에 나마무기 사건이 일어났고 그 여파로 다음 해 6월 27일 가고시마만이 영국 군함으로부터 공격을 받으면서 사쓰에이 전쟁이 발발했다. 이로 인해 근신 처분이 풀린 요시하라는 오야마 이와오나 사이고 주도와 함께 영국 군함에 잠입하려는 계획을 세웠으나 다이묘의 명으로 중지됐다. 전쟁 이후 요시하라는 에도로 파견돼 다케다 아야사부로로부터 양학을 배운 뒤 요코하마의 미국 개혁교회의 선교사 새뮤얼 로빈스 브라운에게 영어를 배웠다.
또한 1865년(겐지 2년) 2월 13일에 다른 사쓰마번사들과 함께 가쓰 가이슈가 만든 효카이주쿠에 입학해서 공부를 했다. 여기서 사카모토 료마를 알게 되었다. 그러다 삿초 동맹이 성사되는 때에 맞춰 1866년(게이오 2년) 1월 21일 퇴숙한 뒤 사쓰마번으로 돌아갔다. 그리고 같은 해 5월 유치 사다모토, 니레 가게노리 등과 함께 토머스 블레이크 글로버의 도움을 받아 나가사키에서 포르투갈 선박을 타고 영국을 거쳐 미국으로 갔다. 유학 목적이었지만 막부에 알리지 않고 비밀리에 출국한 것이기에 오하라 레이노스케라는 가명을 사용했다. 이들은 희망봉을 건너 영국에 런던에 도착해 1년 일찍 도항했던 사쓰마번 유학생들과 만난 뒤 미국 뉴욕으로 떠났다.
뉴욕에 도착한 요시하라는 브라운의 모교에서 공부하며 예일 대학교 진학을 준비했다. 1869년 1월 10일에 브라운으로부터 세례를 받아 기독교도가 되었다. 이후 일본 정부로부터 유학 허가를 받아 1869년부터 예일 대학교에서 정치학·법률학 공부를 시작했다. 이로써 요시하라는 일본인으로는 처음으로 예일 대학교의 유학생이 되었다.
1872년(메이지 5년) 미국에 도착한 이와쿠라 사절단은 요시하라를 급히 소환했다. 워싱턴 D.C.에 간 요시하라는 외무3등서기관으로 임명받았다. 그리고 불과 이틀 뒤에 미국의 대통령 율리시스 S. 그랜트를 알현했다. 그런데 이와쿠라 사절단은 불평등 조약을 개선하기 위한 교섭 목적을 겸하고 있었는데 유럽의 외교 관행에 어두워 전권위임장을 준비하지 못했다. 이에 오쿠보 도시미치와 이토 히로부미가 일본에 돌아가기로 했는데 요시하라는 이들을 수행하기 위해 동행했다. 그리고 이들이 미국에 돌아갔을 때는 이미 조약 개정 교섭이 중지된 상태였다. 사절단은 미국을 떠나 유럽으로 갔고 요시하라는 미국에 남았다.
1873년(메이지 6년) 3월 12일 일본으로 돌아온 요시하라는 외무1등서기관이 되어 주일미국공사관에서 일했다. 그러다 대장성으로 전보받아 숙달한 영어 실력, 참신한 정치·경제적 지식을 활용해 활약을 펼쳤다. 1874년(메이지 7년) 조세조 겸 요코하마세관장이 되었고 오쿠보가 청나라에 가자 다카사키 마사카제, 귀스타브 에밀 보아소나드 등과 함께 오쿠보를 수행했다. 오쿠보가 청나라와 교섭을 할 때 조약 초안 작성에 관여했다.
1877년(메이지 10년) 대장성 조세국장이 되었다. 그 해에 세이난 전쟁이 일어나자 오쿠보의 명을 받고 구마모토현에 가서 피해 조사와 난민 구호에 힘썼다. 1878년(메이지 11년) 11월 마쓰카타 마사요시, 우에노 가게노리, 아오키 슈조 등과 함께 파리에 가서 불평등 조약 개정 교섭에 나섰지만 성과를 보지 못했다. 1880년(메이지 13년) 2월 28일 요코하마 쇼킨 은행 관리장 겸 대장소보에 취임했다.
1882년(메이지 15년) 10월 6일 일본은행이 창설되자 마쓰카타의 추천을 받아 초대 총재로 취임했다. 1885년(메이지 18년) 외채를 모집하기 위해 10개월 동안 유럽과 미국을 순방했다. 요시하라는 총재로서 불태환 지폐를 회수·정리하는 데 힘썼고 어음과 수표의 유통을 추진하는 등 근대적 금융 제도의 정비를 위해 노력했다. 그러다 1887년(메이지 20년) 12월 19일 42세의 나이로 현직 총재인 채로 사망했다.
| 전임 (초대) | 초대 일본은행 총재 1882년 10월 6일~1887년 12월 19일 | 후임 도미타 데쓰노스케 |